# Кумацька сільська рада
Кума́цька сільська рада (рос. Кумакский сельский совет) — сільське поселення у складі Новоорського району Оренбурзької області Росії.
Адміністративний центр — село Кумак.

## Населення
Населення — 1632 особи (2019; 1860 в 2010, 2045 у 2002).

## Склад
До складу сільської ради входять:
| Населений пункт   | Населення, осіб (2002) | Населення, осіб (2010) |
| ----------------- | ---------------------- | ---------------------- |
| Кумак, село       | 2045                   | 1860                   |
| Кумакська, селище | 0                      | 0                      |